# Tire Dié
Tire dié es una película argentina documental de 1960 dirigida por Fernando Birri. El mediometraje, enunciado como "película de encuesta", muestra el estilo de vida de la clase baja de las ranchadas en Santa Fe, Argentina. La protagonizan Guillermo Cervantes Luro, María Rosa Gallo y Francisco Petrone.
En una encuesta de 2022 de las 100 mejores películas del cine argentino presentada en el Festival Internacional de Cine de Mar del Plata, la película alcanzó el puesto 24.

## Historia del film
Fernando Birri, nacido en Santa Fe en 1925. En 1950 se trasladó a Roma para estudiar en el Centro Sperimentale di Cinematografía, hasta 1953. En 1956 regresa a Santa Fe para formar el Instituto de Cinematografía en la Universidad Nacional del Litoral, y empezó filmar su proyecto, Tire dié, sobre un periodo de tres años.
El documental se desarrolla alrededor de un conjunto particular de niños pobres que todos los días persiguen un tren suplicando para céntimos. El título, Tire dié es un homónimo de la frase tire diez ("tire diez centavos"). Los niños persíguen el tren lento todos los días y corren a lo largo para pedir monedas de los pasajeros que se asoman por curiosidad. En la película, los niños dicen que cuando saben que un tren viene de Buenos Aires, se atreven a gritar tire cincuenta. La película también entrevista un número de adultos, cuyas voces están dobladas por actores.
La película se estrenó dos años después de finalizada en 1958, el cual le dio tiempo a Fernando Birri para filmar y estrenar la que se convirtió en su primera película, La primera fundación de Buenos Aires en 1959. Un año más tarde, Tire dié se estrenaba. La crítica aclamó a Fernando Birri y despejó el camino para proyectos más lejanos de naturaleza similar, como Buenos días, Buenos Aires (1960) y la más reconocida Los inundados (1961), con cual ganó el premio a Mejor Primera Película del Festival de Venecia.

## Premios
- Premio del jurado de la Crítica en el Festival de Cine de Mar del Plata (1960).
- Gran Premio del Jurado del Festival de Cine Documental de Montevideo (1960).